# Casa individuală de pe str. Vasile Alecsandri, 111 (Chișinău)
Casa individuală de pe str. Vasile Alecsandri, 111 este o clădire amplasată pe str. Vasile Alecsandri, 111 în Chișinău, Republica Moldova. Este un monument arhitectural de importanță națională inclus în Registrul monumentelor Republicii Moldova ocrotite de stat cu nr. 135 (municipiul Chișinău). Datează de la sf. sec. XIX – înc. sec. XX.